# Schauburg (Dortmund)

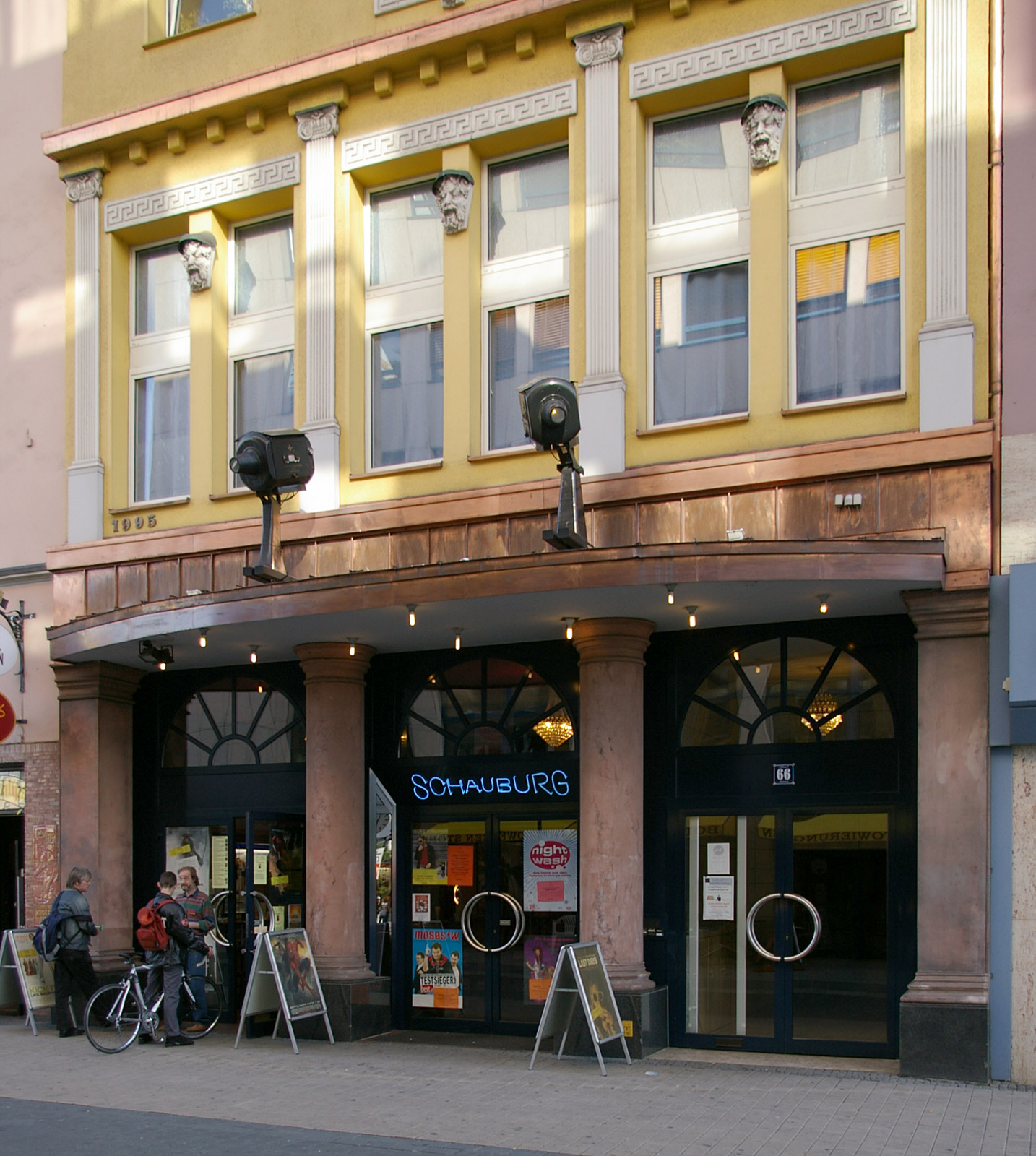
Die Schauburg

Die Schauburg ist ein Kino in Dortmund und existiert seit 1912. Es verfügt über eine gesamte Sitzplatzkapazität von 260 Sitzen, aufgeteilt auf zwei Säle.

## Chronik
Am 1. September 1912 eröffneten die Corso-Lichtspiele in der Brückstraße 66. Diese bekamen 1913 den neuen Namen Kammerlichtspiele, welche im Zuge einer Renovierung und Modernisierung 1921 in den heutigen Namen Schauburg geändert wurde.
Bei einem Luftangriff wurde das Gebäude 1944 völlig zerstört, am Ende des Zweiten Weltkriegs jedoch neu errichtet und mit dem Film Die Frau mit den zwei Gesichtern von Greta Garbo offiziell wiedereröffnet.
1976 bis 1977 entstand das Kleinkino Cinema durch eine Umgestaltung in Doppelkinos. Beide Kinos wurden 1990 renoviert und mit modernerer Technik ausgestattet. Es entstanden Schauburg I und II.
Ende 2016 wurde ein neuer Pachtvertrag über zehn Jahre abgeschlossen. Der kleine Kinosaal soll für 50.000 Euro saniert werden.

## Sonstiges
Für den in Dortmund produzierten Webcomic Union der Helden diente die Schauburg bereits für zwei Geschichten als Produktionsstätte. Die beiden Spezials für den Web-Sondermann Preis 2010 und 2011 wurden jeweils im großen Saal (Schauburg I) produziert.